# Ґолдсмітс, Лондонський університет
Ґолдсмітс, Лондонський університет, раніше Ґолдсмітс-коледж Лондонського університету, — дослідницький університет, що входить до складу Лондонського університету. Спочатку Шановна компанія ювелірних майстрів у Нью-Крос, Лондон,  заснувала його 1891 року як Технічний та рекреаційний інститут ювелірних майстрів. Його перейменували на Ґолдсмітс-коледж після того, як його придбав Лондонський університет 1904 року, і тепер він спеціалізується на мистецтві, дизайні, обчислювальній техніці, гуманітарних та соціальних науках. Головна будівля кампусу, знана як будівля Річарда Гоґґарта, була вперше відкрита 1844 року та є місцем розташування колишньої Королівської військово-морської школи.
Згідно з Quacquarelli Symonds (2021), Ґолдсмітс посідає 12-те місце з комунікацій та медіадосліджень, 15-те місце з мистецтва та дизайну та входить до 50 найкращих у галузях антропології, соціології та виконавських мистецтв. 2020 року в університеті навчалося понад 10 000 студентів на бакалавраті та магістратурі. 37% студентів приїжджають з-поза меж Сполученого Королівства, а 52% усіх студентів бакалаврату є студентами зрілого віку (віком від 21 року на початку навчання). Крім того, близько третини студентів Ґолдсмітс є аспірантами.

## Історія

### Заснування

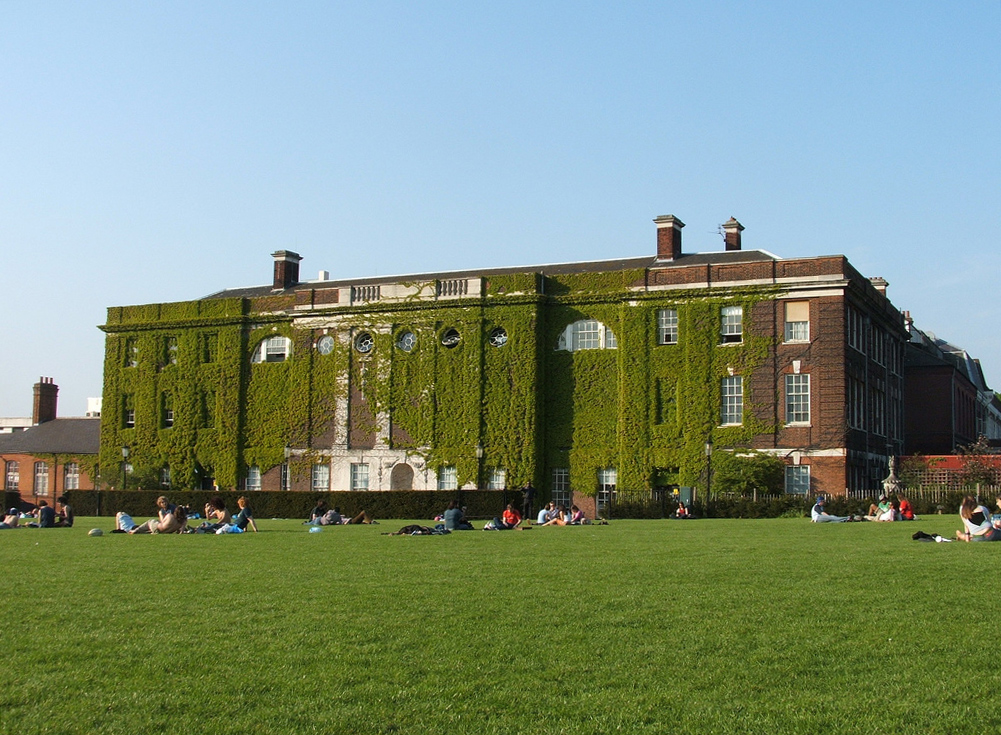
Будівля Річарда Гоґґарта

1891 року Шановна компанія ювелірних майстрів, одна з ліврейних компаній Лондонського Сіті, заснувала Технічний та рекреаційний інститут ювелірних виробів (його частіше називали просто «Інститутом ювелірних майстрів» ). Компанія ювелірів була заснована у 12 столітті як середньовічна гільдія золотарів, сріблярів та ювелірів. Ліврейна компанія присвятила заснування свого нового Інституту «розвитку технічних навичок, знань, здоров'я та загального добробуту серед чоловіків і жінок промислового, робітничого та ремісничого класів». Спочатку Інститут розташовувався в Нью-Кросі на місці колишньої Королівської військово-морської школи; будівля, нині знана як будівля Річарда Гоґґарта, залишається головною будівлею кампусу й сьогодні.

### XX століття

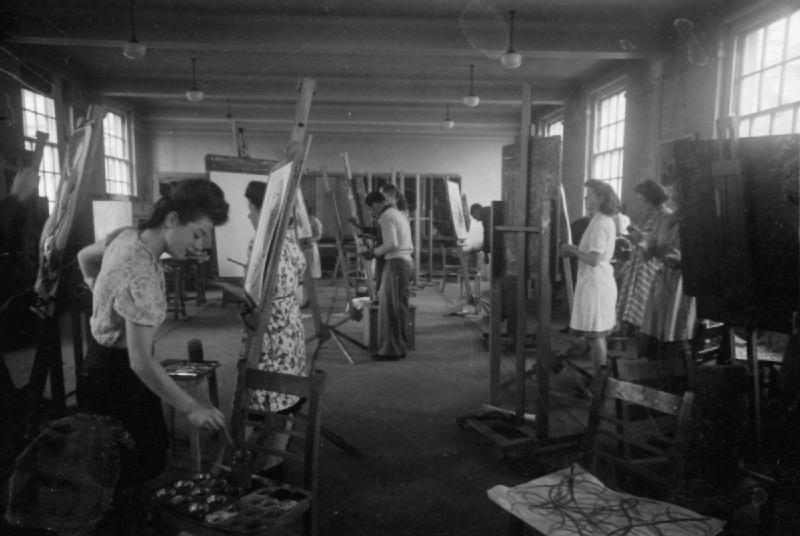
Студенти коледжу Ґолдсмітс в Ноттінгемському університеті 1944 року

1904 року інститут об'єднали з Лондонським університетом і перейменували на Коледж Ґолдсмітс' (апостроф було видалено 1993 року, а слово «Коледж» вилучили під час ребрендингу 2006 року). На той момент Ґолдсмітс був найбільшим навчальним закладом для підготовки вчителів у країні. Пізніше навчальні функції були розширені та охопили курси підвищення кваліфікації для вчителів, університетський сертифікат післядипломної освіти та курс сертифіката вчителя мистецтва. Коледж також мав власний дитячий садок.
Невдовзі після злиття, 1907 року, Ґолдсмітс добудував нову будівлю мистецтв за проєктом сера Реджинальда Бломфілда, у задній частині головної будівлі. Під час Другої світової війни було вирішено евакуювати викладачів та студентів коледжу до Університетського коледжу Ноттінгема, рішення, яке виявилося мудрим як на той час, так і загалом, оскільки головна будівля була вражена запальною бомбою та зруйнована 1940 року (і остаточно її відремонтували лише 1947 року).
Упродовж 1960-х років кількість студентів у Ґолдсмітс-коледжі швидко зростала. Саме в цей період Ґолдсмітс почав завойовувати свою репутацію в галузі мистецтва та соціальних наук, а також пропонував низку нових кваліфікацій для підготовки вчителів. Початковий головний корпус було розширено, а будівлі Локвуда, Вайтгеда, Освітнього центру, Вормінгтонської вежі та Сент-Джеймського залу побудували для розміщення нових студентів. Університет також придбав низку історичних будівель у навколишньому районі, зокрема чудову колишню ратушу Дептфорда та будівлі лазень Лорі Ґроув. Будівля Річарда Гоґґарта, ратуша Дептфорда та лазні Лорі Ґроув зберігають статус будівель II ступеня.
1988 року Ґолдсмітс став повноправним коледжем Лондонського університету, а 1990 року отримав Королівську хартію.

### XXI століття
2018 року колишню котельню та громадську пральню лазень Лорі Ґроув відремонтували та відкрили як Goldsmiths CCA.
У серпні 2019 року Ґолдсмітс оголосив, що вилучить з продажу всі продукти з яловичини та стягуватиме 10-пенсовий збір на воду в пляшках одноразові пластикові стаканчики. Ці зміни були запроваджені в рамках зусиль університету щодо досягнення вуглецевої нейтральності до 2025 року.

### Фінансові труднощі та реструктуризація
2019 року Ґолдсмітс зазнав дефіциту, і Френсіс Корнер стала керівницею управління; адміністрація Корнер регулярно зустрічала опір викладачів та студентів щодо управління та фінансової стратегії.
У січні 2020 року Ґолдсмітс запропонували скоротити витрати на 15% упродовж двох років у рамках плану «Evolving Goldsmiths» шляхом скорочення кількості викладачів та централізації адміністрування. За даними Профспілки університетів та коледжів Ґолдсмітс (UCU), план не враховував причини дефіциту, який частково пояснювався надто оптимістичними прогнозами щодо кількості учнів та надмірними капітальними витратами. Крім того, UCU попередила, що скорочення фінансування викладачів збільшить дефіцит, зменшивши надходження від плати за навчання, яка становила 77% доходів коледжу у 2019-2020 фінансовому році. «Evolving Goldsmiths» було «закрито» у квітні 2022 року. Влітку 2020 року UCU запропонувала продати «недовикористане» майно для створення грошових резервів; цього не було зроблено. Ґолдсмітс консолідував та рефінансував свої кредити через NatWest та Lloyds Bank; банки вимагали від коледжу консультацій з KPMG для виявлення можливостей економії коштів.
«План відновлення» на 2021 рік охоплював скорочення 52 посад викладачів та співробітників. Ґолдсмітс виявив додаткові витрати, спричинені COVID-19, а надмірний штат спричинив посилення конкуренції за студентські заявки після скасування урядом обмежень на кількість студентів. Згідно з даними UCU у березні 2022 року, коледж відмовився припиняти звільнення, хоча заощадження від добровільних звільнень та збереження вакансій перевищували вимоги банків. У 2021-2022 роках адміністративна діяльність була зосереджена в центральному хабі; спричинений «хаос» зменшив кількість іноземних студентів, які навчаються; іноземні студенти є критично важливим джерелом доходу. Упродовж 2021 року Корнер також стягувала з коледжу майже £20,000 за оплату проїзду в таксі, з яких £9,000 було призначено для особистого користування.
«Програма трансформації», оголошена на початку 2024 року, передбачала скорочення 132 штатних або еквівалентних посад, або 17% усього персоналу, при цьому деякі відділи були скорочені на 50%. Очікувалося, що план буде завершено до вересня. За даними газети The Guardian, масштаби скорочень докорінно змінять культуру коледжу.
У серпні 2024 року UCU оголосила, що запобігла примусовим звільненням у 2024/25 навчальному році.

## Кампус та розташування

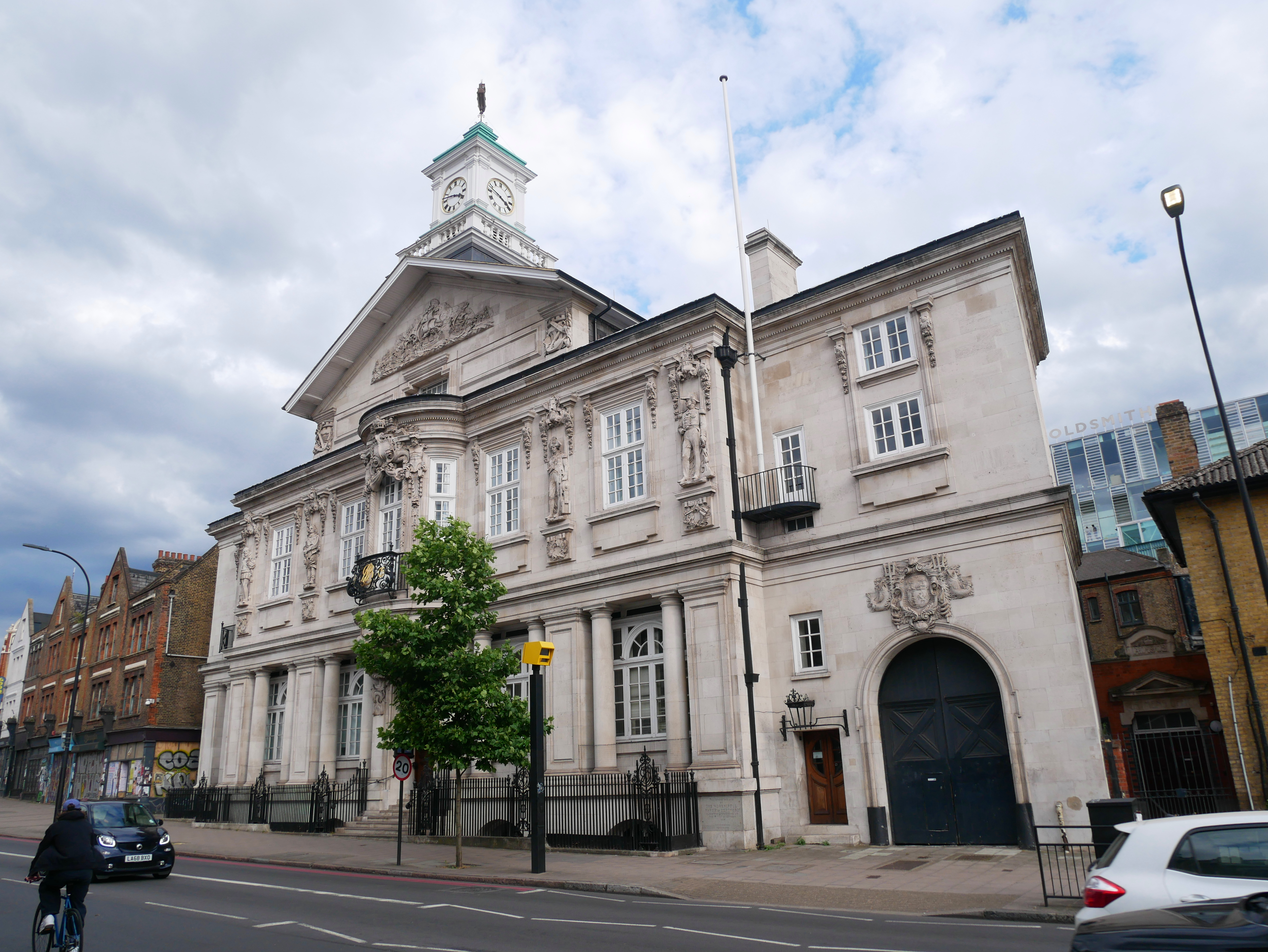
Будівля ратуші Дептфорда

Ґолдсмітс розташований у Нью-Крос, густонаселеному районі на південному сході Лондона.
Головну будівлю, будівлю Річарда Гоґґарта, архітектор Джон Шоу-молодший (1803–1870) спочатку спроєктував як школу (її відкрили 1844 року). Колишню будівлю ратуші Дептфорда, яку спроєктували Генрі Воган Ланчестер та Едвін Альфред Рікардс, придбали 1998 року, її використовують для проведення академічних семінарів та конференцій. Окрім цього, Ґолдсмітс збудував ще кілька сучасних будівель для розвитку кампусу, зокрема будівлю Резерфорда, що отримала нагороду RIBA та була завершена 1997 року, будівлю Бена Пімлотта, яку спроєктував Вілл Алсоп та яку завершили 2005 року, та будівлю професора Стюарта Голла (раніше Новий академічний корпус), яку завершили 2010 року.
Бібліотека, або будівля Резерфорда, має три поверхи та надає студентам доступ до широкого спектру друкованих та електронних ресурсів. Студенти Ґолдсмітс-коледжу, як і всі інші студенти Лондонського університету, мають повний доступ до колекцій Бібліотеки Сенату в Блумсбері в центрі Лондона.

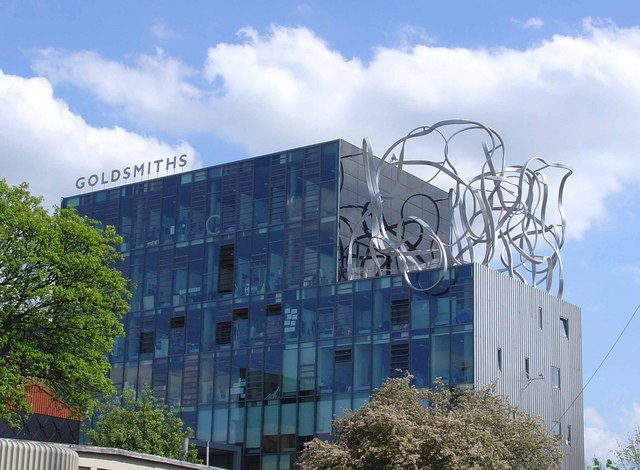
Будівля Бена Пімлотта

Семиповерхова будівля Бена Пімлотта на Нью-Крос-роуд, яку доповнює характерний «рисунок на небі» (зроблений з 229 окремих шматків металу), стала візитною карткою сучасних ювелірів. Тут розташовані студії та навчальні приміщення для кафедри мистецтв, а також цифрові студії Ґолдсмітс та Центр пізнання, обчислень та культури.
У будівлі професора Стюарта Голла, що поруч із зеленою зоною, розташовані кафедра медіа та комунікацій й Інститут креативного та культурного підприємництва (ICCE). Колись Новий академічний корпус 2014 року перейменували на честь культурного теоретика Стюарта Голла. До послуг гостей лекційний зал на 250 місць, кімнати для семінарів та навчальних залів, а також кафе з місцями для сидіння на відкритому повітрі.

## Академічний профіль

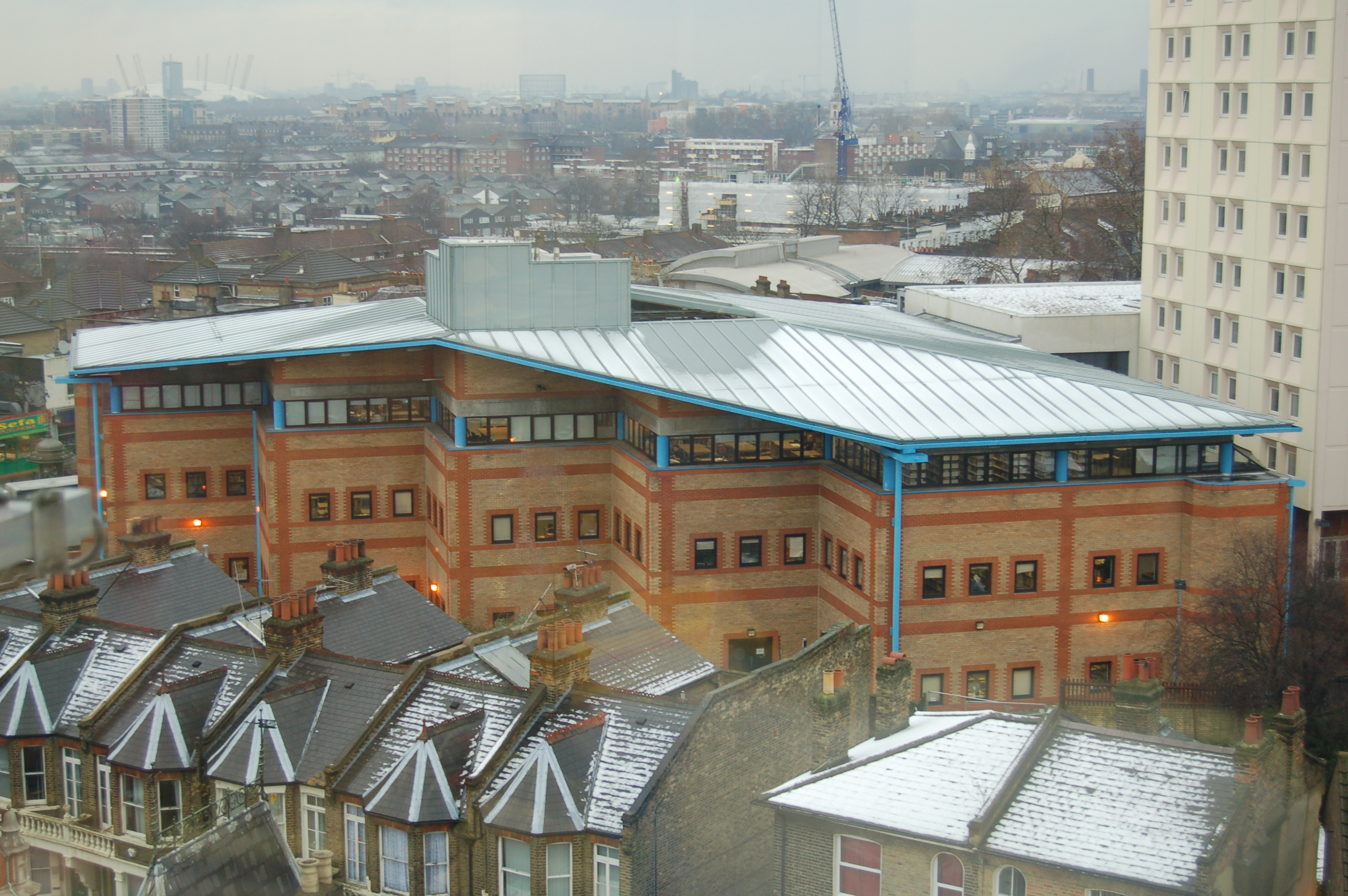
Бібліотека

### Факультети та кафедри
Керівник відділу — Річард Нобл. Серед відомих випускників — Демієн Герст, Сара Лукас, Стів Макквін, Джилліан Вірінг, Фіона Беннер, Анджела Баллох, Хамад Батт та Грем Коксон . Університет також є членом Лондонської групи екранних досліджень.

#### Дизайн
Підхід кафедри дизайну до дизайнерської практики виник із занепокоєння етичністю та екологічністю дизайну. Він розвивався разом з дослідженнями Джона Вуда, Джулії Локгарт та інших, що вплинуло на їхні дослідження метадизайну. TERU, Дослідницький підрозділ технологічної освіти, відіграв важливу роль у розумінні того, як дизайн і технології працюють у школах, як заохочувати учнів до творчих втручань, що покращують створений світ, і як допомогти вчителям підтримувати цей процес. «Мережа осмисленого письма у сфері мистецтва та дизайну» (Writing-PAD) має свій головний центр у Ґолдсмітс-коледжі. Мережа зараз охоплює близько 70 установ у секторі мистецтва та дизайну, а також 6 національних та 2 міжнародних центрів письма PAD.

#### Обчислювальна техніка
Кафедра обчислювальної техніки дозволяє студентам розвивати свій творчий потенціал, одночасно опановуючи міцні обчислювальні навички за допомогою програм, зосереджених на інформатиці, мистецтві та дизайні комп'ютерних ігор, обчислювальних технологіях, обчислювальній когнітивній нейронауці, програмуванні комп'ютерних ігор, обчислювальній лінгвістиці, науці про дані, інженерії користувацького досвіду та віртуальній та доповненій реальності.

#### Соціологія
До складу кафедри соціології входять Нірмал Пувар та Лес Бек.

#### Культурологічні дослідження
До складу кафедри медіа та комунікацій, а також Центру культурних досліджень входять Метью Фуллер, Скотт Леш, Анджела Макроббі, Нірмал Пувар та (раніше) Сара Ахмед.

#### Інститут креативного та культурного підприємництва
Інститут креативного та культурного підприємництва пропонує навчання з підприємництва, культурного менеджменту та політичної освіти для креативного та культурного секторів.

#### Антропологія
Викладацьким складом кафедри антропології є Кіт Гарт та (раніше) Девід Гребер. Кафедра знана завдяки зосередженості на візуальній антропології. Сферу континентальної філософії представляють такі науковці, як Сол Ньюмен, а також запрошені професори Ендрю Бенджамін та Бернард Стіглер. У галузі психології є Кріс Френч, який спеціалізується на психології паранормальних вірувань та переживань, пізнання та емоцій. Сол Ньюман, знаний завдяки розробці концепції постанархізму, зараз очолює кафедру політології.

#### Англійська та порівняльна література
Кафедра англійської мови та порівняльної літератури охоплює англійську мову, порівняльну літературу, американську літературу, творче письмо та лінгвістику. Серед сучасних науковців — Блейк Моррісон та Кріс Болдік.

#### Музика
Науково-дослідний центр російської музики, який створював Олександр Івашкін до своєї смерті у 2014 році, всесвітньо відомий своїми архівами, присвяченими Прокоф'єву та Шнітке, а також унікальними колекціями, зокрема музики Стравінського та перших видань російської фортепіанної музики.
Інші дослідницькі центри кафедри охоплюють Відділ досліджень звукової практики, співзасновником та співкерівником якого є Джон Левак Древер, Групу досліджень сучасної музики, Відділ азійської музики, Відділ музики Афганістану, Групу фринге та андеграундної музики, а також Центр музики та етнографічного кіно. Журнал аудіовізуальних досліджень «Sonic Scope» базується на кафедрі.
Кафедра курує щорічний фестиваль PureGold, який проходить у травні та червні на різних майданчиках південно-східного Лондона, зокрема в театрі Олбані в Дептфорді. Його продовжує PureGold [REDUX], на якому у вересні представляють аспірантів, а у листопаді відбувається завершальна виставка MMus, на якій представлено роботи студентів творчої практики, композиції, звукового мистецтва, виконавства та суміжних досліджень, а також популярної музики. На кафедрі розташовано дві студії звукозапису: Goldsmiths Music Studios та Stanley Glasser Electronic Music Studios, яку  1968 року заснував композитор, виробник інструментів та музикознавець Г'ю Дейвіс.
NX Records, незалежний лейбл звукозапису, є результатом співпраці між Accidental Records Метью Герберта та Кафедрою музики.

#### Освітні дослідження
Кафедра педагогічних досліджень викладає курси бакалаврату, магістратури та докторантури, а також є домівкою для великої програми початкової підготовки вчителів (початкової та середньої школи), що базується на партнерських домовленостях з понад 1500 школами та коледжами.

#### Додаткові академічні програми
2015 року Ґолдсмітс об'єднався з Tungsten Network для розробки дослідницької програми, яка досліджує передові методи штучного інтелекту для великих даних та бізнес-практик. Програма, знана як Центр інтелектуального аналізу даних Tungsten, базується в лондонському офісі компанії.

### Рейтинги
У рейтингу QS World University Rankings програми Ґолдсмітс з медіа та комунікацій університету посіли друге місце у Великій Британії та восьме у світі 2017 року, а також друге та одинадцяте відповідно 2023 року.

### Відкритий доступ до досліджень науковців Ґолдсмітс
Goldsmiths Research Online (GRO) – це репозиторій дослідницьких публікацій та інших дослідницьких результатів, проведених науковцями Goldsmiths. У сховищі також зберігається колекція докторських дисертацій Ґолдсмітса. GRO є частиною Goldsmiths Online Research Collections (ORC), яка також охоплює Goldsmiths Journals Online (GOJO) – платформу для розміщення журналів з відкритим доступом та матеріалів конференцій.

## Студентське життя

### Спорт, клуби та традиції
Спортивні команди та товариства організовує Студентська профспілка Ґолдсмітс. Спілка керує 18 спортивними клубами, 11 з яких змагаються в лігах Університетського союзу Лондона або BUCS.
Студентська профспілка керує 35 товариствами, починаючи від політичних товариств та товариств, основаних на ідентичності (наприклад, єврейське товариство та ЛГБТ- товариство) і закінчуючи товариствами за інтересами (Товариство драми та радіостанція Wired на кампусі) та іншими.

### Студентські медіа
Ґолдсмітс має довгу історію медіаплатформ, якими керують студентами, зокрема журнал Smiths Magazine, газета The Leopard та радіо Wired. Студентськими ЗМІ незалежно керують студенти коледжу.

### Студентське житло
Служба розміщення пропонує проживання у семи гуртожитках:
- Лорінг Голл[46]
- Юен Гендерсон Корт[47]
- Квантовий Корт[48]
- Міська ратуша Кембервелла[49]
- Суррей-Гаус [50]
- Честерман-Гаус [51]
- Реймонт Голл[52]

Рахунки за електроенергію, інтернет та газ включені в орендну плату.

### Студентська профспілка
Профспілка, серед іншого, надає послуги громадського харчування, капелана, медичну клініку, консультаційну службу з академічних та соціальних питань, а також сучасний спортзал для студентів.
У жовтні 2014 року профспілка зіткнулася з критичним висвітленням у студентській газеті The Tab після голосування проти пропозиції щодо відзначення Дня пам'яті жертв Голокосту, а працівниця відділу освіти Сара Ель-Альфі назвала її «євроцентричною» та «колоніалістською». Ель-Альфі запропонувала допомогти внести перероблену версію пропозиції на наступне засідання Студентських зборів. Профспілка опублікувала заяву, в якій йдеться, що «переформулювання пропозицій та їх повторне внесення пізніше не є чимось незвичним у студентських спілках і не повинно тлумачитися як опозиція».
2015 року Бахар Мустафа, співробітниця з питань добробуту та різноманітності студентської спілки, викликала публічну суперечку, заборонивши білим людям та чоловікам відвідувати захід студентської спілки.  Бахар Мустафа викликала ще більше публічних суперечок тим, як виправдовувала заборони та використанням гештегу #KillAllWhiteMen. Група студентів подала петицію про вотум недовіри їй, але петицію підписали менше ніж 3% студентів, тому вона не стала причиною проведення референдуму.